# Cladosterigma
Cladosterigma är ett släkte av svampar. Cladosterigma ingår i ordningen Exobasidiales, klassen Exobasidiomycetes, divisionen basidiesvampar och riket svampar.
|               | Graphiolaceae                              |
|               |                                            |
|               | Exobasidiaceae                             |
|               |                                            |
|               | Cryptobasidiaceae                          |
|               |                                            |
|               | Brachybasidiaceae                          |
|               |                                            |
|               | Phacellula                                 |
|               |                                            |
| Cladosterigma | \| \| Cladosterigma fusisporum \| \| \| \| |
|               | \| \| Cladosterigma fusisporum \| \| \| \| |
|               | Cladosterigma fusisporum                   |
|               |                                            |

|  | Cladosterigma fusisporum |
|  |                          |